# 魯伊·馬查多
魯伊·馬查多（Rui Machado，1984年4月10日—）是一位葡萄牙男子職業網球運動員，他在6岁时开始接触网球运动，2001年他获得了全国青少年锦标赛冠军，2002年他成为职业球手。2016年正式退役。

## 外部連結
- 魯伊·馬查多（英文/西班牙文）的官方資料
- 魯伊·馬查多的國際網球總會 職業／青少年 官方資料（英文）
- 魯伊·馬查多的官方資料（英文）